# Golfo del Corcovado
Il golfo di Corcovado si trova tra le regioni cilene di Los Lagos e di Aysén, di fronte all'Arcipelago di Chiloé, nell'Oceano Pacifico. Da un punto di vista geologico, tale golfo si è formato durante la glaciazione avvenuta nel quaternario. 

## Ubicazione
Il golfo Corcovado si estende tra:
- a nord: le isole di Lemuy, Quehui, il Chaulinec e le Islas Desertores.
- a est: La costa continentale delle province di Llanquihue e di Palena tra la punta Vilcún e l'isola Refugio.
- a sud: L'arcipelago Guaitecas e l'ingresso settentrionale del canale Moraleda.
- a ovest: La costa SE dell'Isola Grande di Chiloé, le isole Tranqui, Cailín, Laitec, San Pedro e Guafo.

## Fauna
In questa zona sono presenti le balene blu e anche varie altre specie (tra cui l'Orcinus orca). Il salmone vi è stato introdotto dal Nord America per favorire la pesca.